# مموریست
مموریست (کره‌ای: 메모리스트؛ انگلیسی: Memorist) یک مجموعهٔ تلویزیونی کره جنوبی سال ۲۰۲۰ با بازی یو سونگ هو، لی سه یونگ و جو سونگ ها است. این مجموعه بر پایه وب‌تون داوم با همین نام اثر جه هو است. مموریست از ۱۱ مارس تا ۳۰ آوریل ۲۰۲۰، روزهای چهارشنبه و پنجشنبه ساعت ۲۲:۵۰ (کی‌اس‌تی) از تی‌وی‌ان برای ۱۶ قسمت پخش شد.

## تولید
اولین جلسه فیلمنامه خوانی در ۲ دسامبر ۲۰۱۹ انجام شد.
این مجموعه همکاری دوباره بازیگران یو سونگهو و لی سه یونگ است که پیش از این در دلم برات تنگ شده (۲۰۱۲) هم‌بازی بودند.